# 第五政党体系
第五政党体系是1932年至1976年期間美國的政治生態，又称新政政党体系。富兰克林·德拉诺·罗斯福當選總統後實施罗斯福新政，他扩大了联邦政府的权力以及规模，此前美國聯邦政府的權力和規模從沒有像羅斯福時代的那樣大。羅斯福新政施行後，民主黨組成的新政聯盟在美國政壇掌握優勢並大致保持至1968年。在第五政党体系期間，民主党和共和党的意识形态过渡到了二者各自的现代形态，这主要是因为大多数原本支持共和党的黑人选民開始支持民主党，而大多数保守和白人選民以及南方民主党人開始支持共和党；受非裔美國人民權運動影響，這一傾向越發明顯。